# 宇都母知神社
宇都母知神社（うつもちじんじゃ）は、神奈川県藤沢市打戻に鎮座する神社。延長5年（927年）の『延喜式神名帳』に記載されている相模国の延喜式内社十三社の内の一社（小社）とされる。

## 祭神
- 天照大御神
- 稚産霊神
- 若日下部命

## 由緒・歴史
当社の創建時期は定かでないが、雄略天皇3年（皇紀1119年）に厳粛な祭祀が執り行われたという記録がある（『日本総国風土記』）。また、これまでに転社（移転）の記録はないが、同風土記では当社の鎮座地が「相模国鷹倉郡宇都母知郷」とある。なお、『延喜式神名帳』では「相模国十三座（式内社）の内 高座郡六座の内の一座 宇都母知神社」と記されている。
天慶2年（939年）、大和国泊瀬より若日下部命の尊霊を遷座、相殿に合祀した。正応3年（1290年）、鎌倉幕府八代将軍久明親王の執権である北条貞時が社殿を改築、さらに寛永4年（1627年）、当地の領主である高木主水源正次が社地900坪（約3000m2）を寄進して本殿の改築を行なっている。当社の呼称として、江戸時代には「大神宮」「神明宮」とも称されていた。
その後、明治6年（1873年）12月には郷社（近代社格制度）に列せられた。大正12年（1923年）の関東大震災により社殿（安政5年〈1858年〉造）を含み全壊したが、3年後の大正15年（1926年）9月には全復旧し現在に至っている。
境内を西側に出て道を挟んですぐのところにある鐘楼の釣鐘は、昭和20年（1945年）の春に太平洋戦争の物資回収により献納されたため暫く設置のされないままだったが、昭和50年（1975年）になって再建された。また、境内の全域が風致林の指定を受けており、昭和49年（1974年）3月15日に自然環境保全地域に指定されている。

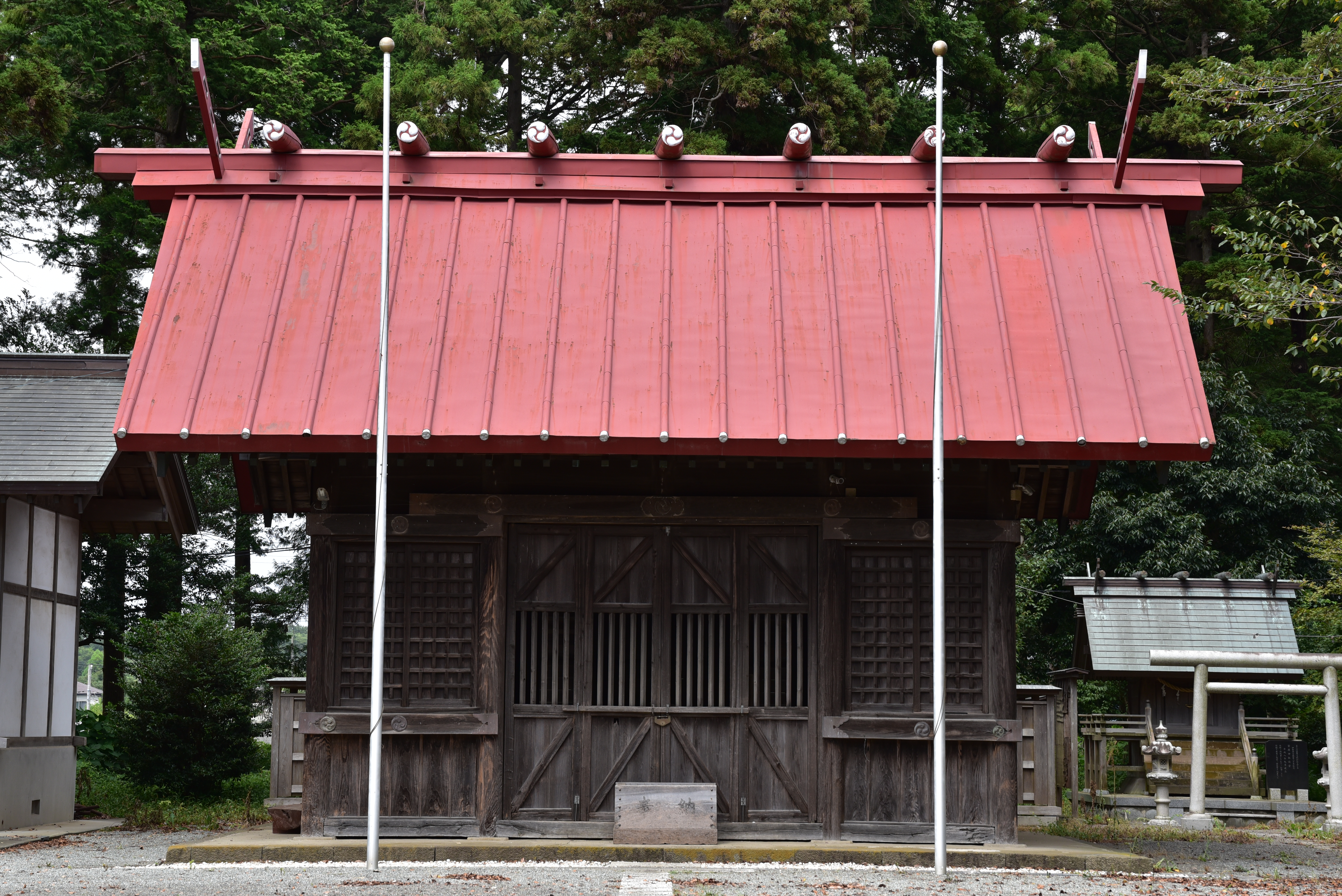
拝殿
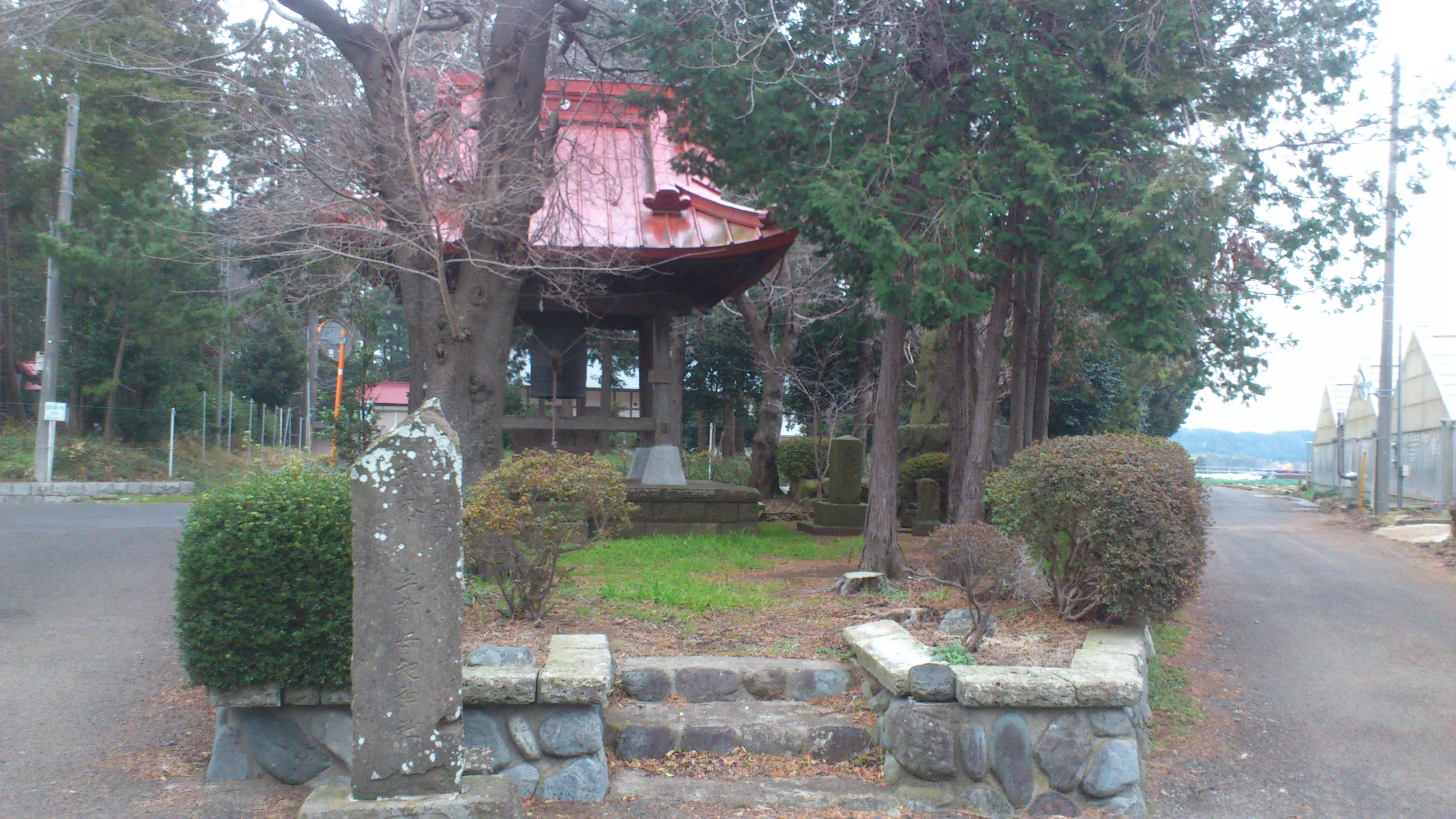
鐘楼

## 境内社
境内には当社の他に以下の社（境内社）がある。

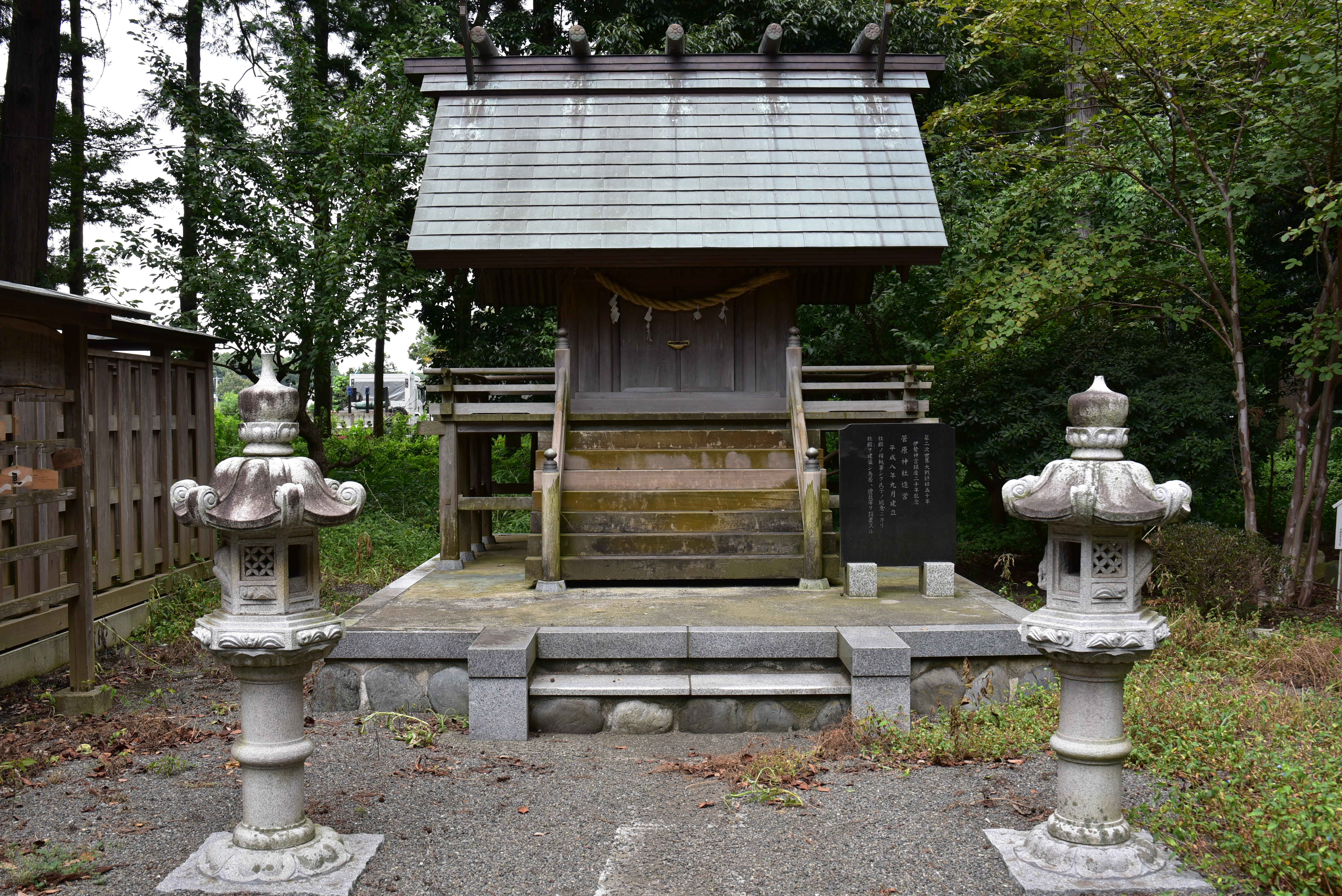
菅原神社
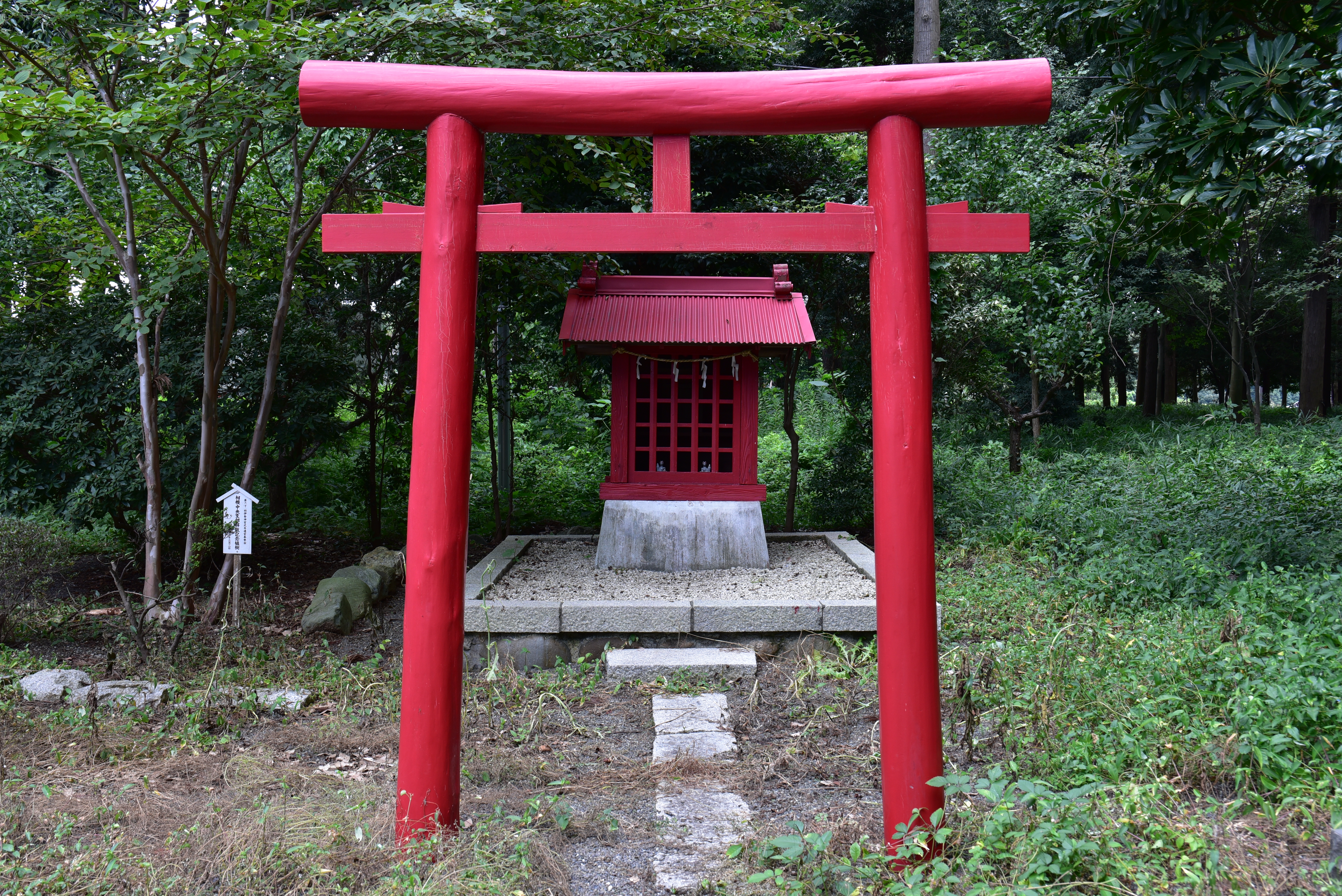
稲荷神社

- 菅原神社
- 稲荷神社

## 祭礼

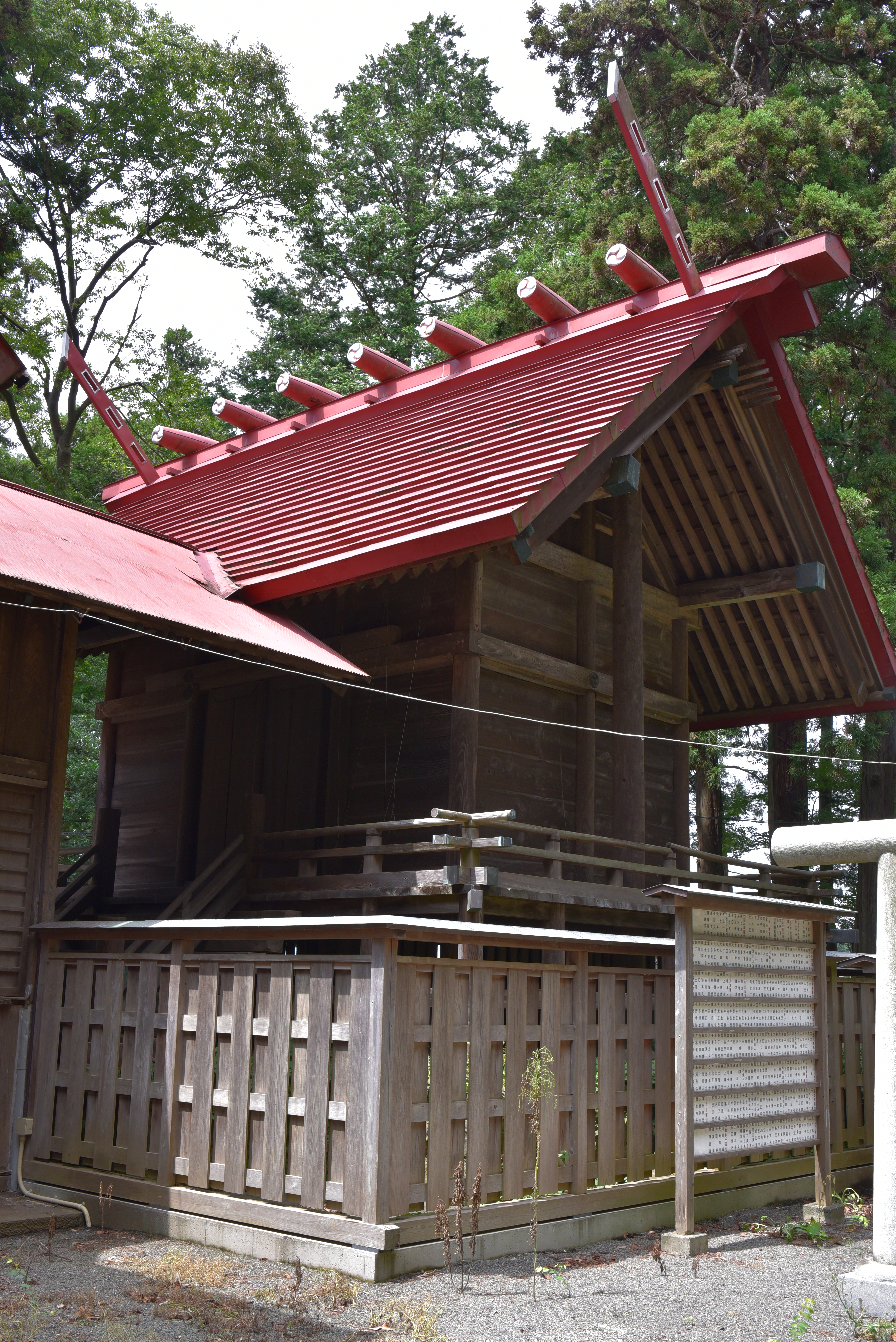
本殿

- 1月1日 - 歳旦祭
- 9月15日 - 例大祭
- 11月15日の前の日曜日 - 七五三祭
- 11月最後の日曜日 - 新嘗祭（収穫祭）
- 12月30日 - 大祓

## 溜池
打戻字大平2009番地には社有地の溜池（約150m2）がある。

## 地名の由来
当地（打戻）の地名の由来として、宇都母知神社の「宇豆毛遅」（うずもち）が訛って打戻（うちもどり）となったという説がある。また、古語において「うつ」と「もち」にはどちらも「小さな盆地」という意味があり、当地の地形からまず「ウツモチ」と呼ばれるようになって「うちもどり」に転化したともされる。この他には、海老名の刀鍛冶屋、五郎正宗が鎌倉へ向かう道中この地で休憩した際に、これから納める刀の出来がよくないことを思い、「家に戻って打ち直した」ことから地名となったとする説もある。

## 交通
- 小田急江ノ島線・相鉄いずみ野線・横浜市営地下鉄ブルーラインの湘南台駅西口より
  - 神奈中バス（湘19）：慶応大学・宮原経由 綾瀬車庫行、「宇都母知神社入口」下車、徒歩3分。
  - 神奈中バス（湘25）：ツインライナー急行・慶応大学行、「慶応中高等部前」下車、徒歩10分。
- JR辻堂駅北口より神奈中バス（辻34）：慶応大学行、「慶応大学」下車、徒歩15分。

## 備考
社務所には人がいないことが多く電話による問い合わせ等ができない場合もあるので、御朱印などの用がある場合は祭礼や正月など行事が行われる時期に行く方が確実である。
また、境内にはトイレが設置されている。